# Орду (город)
Орду́ (тур. Ordu) — город порт на побережье Чёрного моря, центр одноимённой провинции.

## История

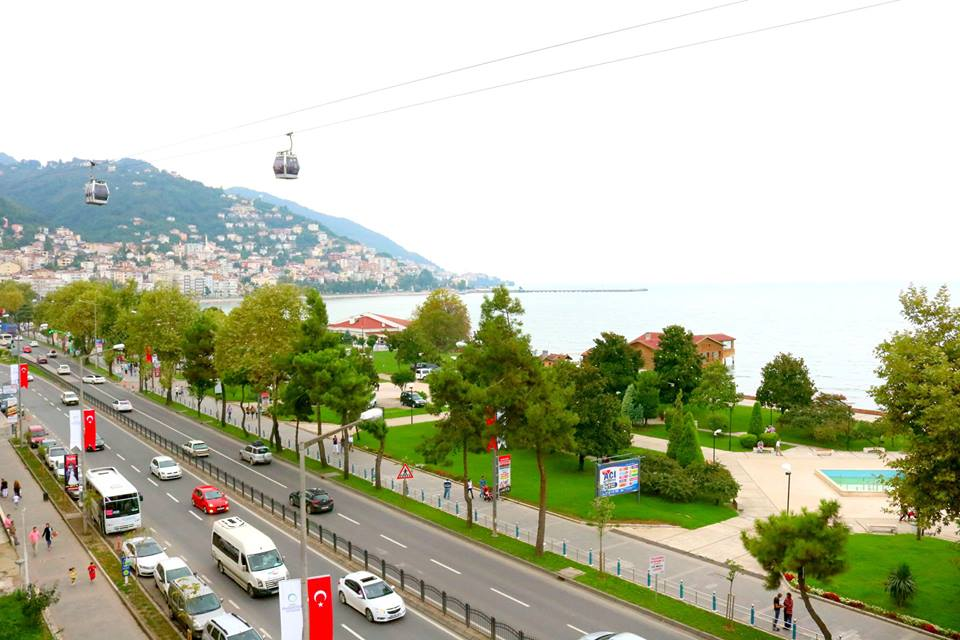

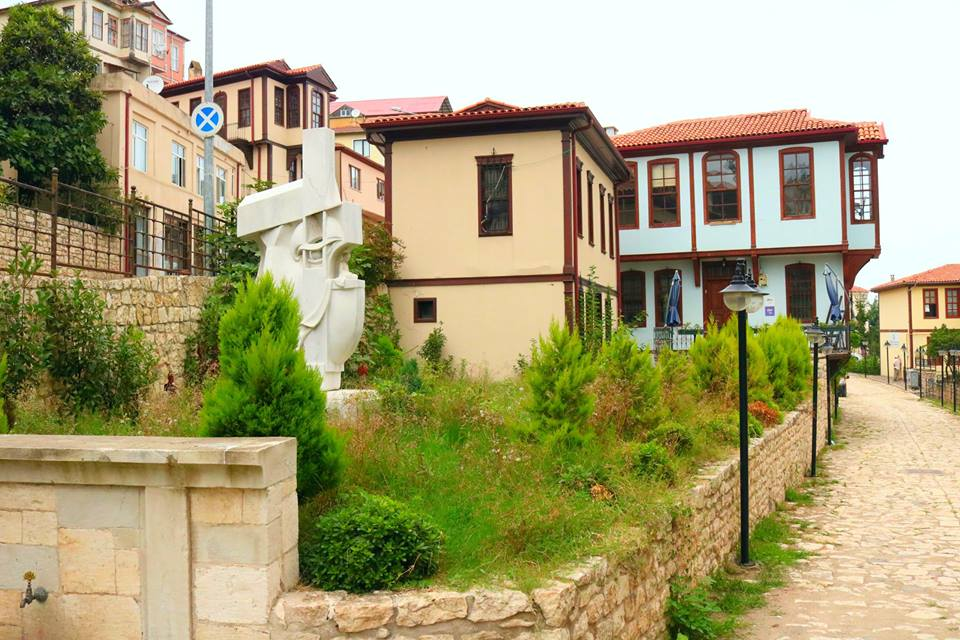

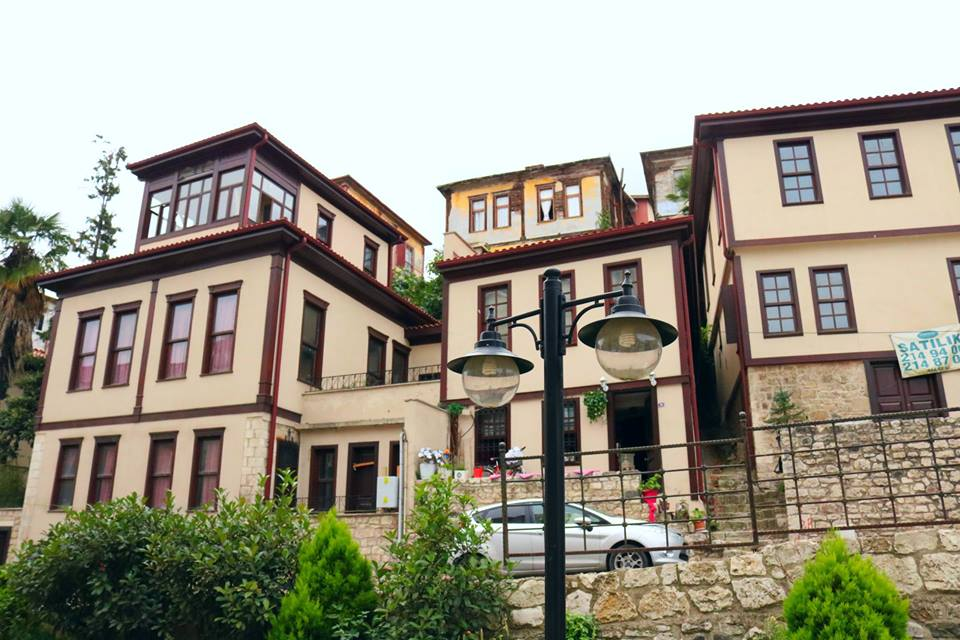

### Античный период
В античности на территории Орду находился греческий город Котиора.   
Котиора (др.-греч. Κοτύωρα) —  древнегреческий полис, колония (апойкия) Синопы, основанный в VIII веке до н. э. в области расселения тибаренов. Около 180 года до н. э. жители Котиоры были переселены понтийским царем Фарнаком I в основанный им город Фарнакию. Ко II в. н. э. Котиора превратилась в деревню.   
Рядом исследователей Котиора локализуется в пределах городского района Гюзелялы, в местности известной под названием Бозуккале (тур. Bozukkale).  

### Средние века
В 1380-е годы регион был завоеван бейликом Хаджимирогулларов. Сулейман-бей Хаджимироглу перенес столицу бейлика в Эскипазар (тур. Eskipazar), ставший первым турецким поселением в пределах современного города. 

### Османская империя
До 1800 года это был небольшой город, населённый преимущественно понтийскими греками, окружённый многочисленными армянскими сёлами. 
В XVIII - XIX веках на фоне интенсивной миграции населения к морю происходит быстрое развитие и рост прибрежного махалле Буджак (тур. Bucak), которое приобретает статус города, при этом Эскипазар теряет свое прежнее значение. 
В 1869 году был образован муниципальный совет города и назначен первый мэр. Тогда же по настоянию общественности название города было изменено на Орду (тур. Ordu).
После русско-турецкой войны 1877—1878 здесь стали селиться турки-беженцы с Кавказа и из Грузии.
На 1912 год население казы Орду составляло 118 920 человек, в том числе: турок — 92 191, греков — 19 390, армян — 7 339.

### Турецкая Республика
В 1924 году большинство этнических греков покинули город. В настоящее время город населён этническими турками, выходцами с Кавказа, армянами-мусульманами (хемшилами), грузинами-мусульманами (чвенебури), а также немногими потомками оставшихся этнических греков.

## Физико-географическая характеристика

### Географическое положение
Орду находиться на черноморском побережье Турции, в 160 км к западу от города Трабзон. Город расположен на восточных склонах холма Бозтепе близь устья реки Мелет-Ирмак.  

### Климат
Преобладает субтропический океанический климат (по классификации климатов Кёппена: Cfb/Cfa), как и большая часть востока Черноморского побережья Турции, с тёплым и влажным летом и прохладными зимами. Орду имеет высокое и равномерное количество осадков за год. Наибольшее количество осадков выпадает весной и летом.
Снегопад достаточно распространён в период между декабрём и мартом.
Температура воды, как и в остальной части черноморского побережья Турции, всегда прохладная и колеблется между 8 °C и 20 °C (46 °F и 68 °F) в течение года.
Среднегодовые показатели климата за период с 1970 по 2016 годы (по данным Главного управление метеорологии):
- температура воздуха — 16,9 °C;
- относительная влажность — 66%;
- скорость ветра — 12,1 м/с.

| Показатель                    | Янв.            | Фев.            | Март            | Апр.             | Май             | Июнь            | Июль            | Авг.            | Сен.            | Окт.            | Нояб.           | Дек.            | Год    |
| ----------------------------- | --------------- | --------------- | --------------- | ---------------- | --------------- | --------------- | --------------- | --------------- | --------------- | --------------- | --------------- | --------------- | ------ |
| Средний суточный максимум, °C | 10,9            | 10,7            | 12,0            | 15,2             | 19,1            | 24,1            | 27,0            | 27,7            | 24,5            | 20,3            | 16,2            | 12,9            | 18,38  |
| Средний суточный минимум, °C  | 3,8             | 3,6             | 5,0             | {{{Апр_ср_мин}}} | 12,2            | 16,4            | 19,4            | 19,9            | 16,6            | 12,8            | 8,5             | 5,7             | 11,01  |
| Абсолютный минимум, °C        | {{{Янв_а_мин}}} | {{{Фев_а_мин}}} | {{{Мар_а_мин}}} | 8,2              | {{{Май_а_мин}}} | {{{Июн_а_мин}}} | {{{Июл_а_мин}}} | {{{Авг_а_мин}}} | {{{Сен_а_мин}}} | {{{Окт_а_мин}}} | {{{Ноя_а_мин}}} | {{{Дек_а_мин}}} |        |
| Норма осадков, мм             | 100,2           | 85,2            | 77,9            | 76,0             | 55,7            | 76,0            | 61,8            | 60,6            | 83,9            | 137,8           | 130,3           | 101,2           | 1046,6 |

## Население
На 2024 год в Орду проживало 234 628 человек, из них 113 383 мужчины и 121 245 женщин.

## Спорт
В Орду базируется футбольный клуб Ордуспор (основан в 1967 году).

## Города-побратимы
Батуми, Грузия. 
 Гянджа, Азербайджан.